# French Open 2019 (turniej legend poniżej 45 lat)
French Open 2019 – turniej legend poniżej 45 lat – zawody deblowe legend poniżej 45 lat, rozgrywane w ramach drugiego w sezonie wielkoszlemowego turnieju tenisowego, French Open. Zmagania miały miejsce w dniach 4–9 czerwca na ceglanych kortach Stade Roland Garros w 16. dzielnicy francuskiego Paryża.

## Drabinka

#### Klucz
- w/o – walkower
- k – krecz
- d – dyskwalifikacja
- Q – kwalifikant
- WC – dzika karta
- LL – szczęśliwy przegrany
- Alt – zawodnik zastępczy
- PR – ochrona rankingu
- SE – specjalna przepustka
- ITF – ranking ITF
- JE – ranking juniorski

### Faza finałowa
|  |       |                                      |    |   |  |
|  | Finał |                                      |    |   |  |
|  |       |                                      |    |   |  |
|  |       |                                      |    |   |  |
|  |       |                                      |    |   |  |
|  | A3    | Juan Carlos Ferrero Andrij Medwediew | 64 | 5 |  |
|  | A3    | Juan Carlos Ferrero Andrij Medwediew | 64 | 5 |  |
|  | B1    | Sébastien Grosjean Michaël Llodra    | 7  | 7 |  |
|  | B1    | Sébastien Grosjean Michaël Llodra    | 7  | 7 |  |
|  |       |                                      |    |   |  |

### Faza początkowa

#### Grupa A
|    |                                      | James Blake Mark Philippoussis | Arnaud Clément Nicolas Escudé | Juan Carlos Ferrero Andrij Medwediew | Mecze W–L | Sety W–L | Gemy W–L | Miejsce |
| A1 | James Blake Mark Philippoussis       |                                | 6:3, 7:5 (4 czerwca)          | 2:6, 5:7 (6 czerwca)                 | 1–1       | 2–2      | 20–21    | 2.      |
| A2 | Arnaud Clément Nicolas Escudé        | 3:6, 5:7 (4 czerwca)           |                               | 3:6, 3:6 (7 czerwca)                 | 0–2       | 0–4      | 14–25    | 3.      |
| A3 | Juan Carlos Ferrero Andrij Medwediew | 6:2, 7:5 (6 czerwca)           | 6:3, 6:3 (7 czerwca)          |                                      | 2–0       | 4–0      | 25–13    | 1.      |

#### Grupa B
|    |                                   | Sébastien Grosjean Michaël Llodra | Jewgienij Kafielnikow Marat Safin | Tommy Haas Paul-Henri Mathieu | Mecze W–L | Sety W–L | Gemy W–L | Miejsce |
| B1 | Sébastien Grosjean Michaël Llodra |                                   | 6:3, 5:7, 6–10 (6 czerwca)        | 6:4, 7:5 (8 czerwca)          | 1–1       | 3–2      | 24–20    | 1.      |
| B2 | Jewgienij Kafielnikow Marat Safin | 3:6, 7:5, 10–6 (6 czerwca)        |                                   | 5:7, 3:6 (6 czerwca)          | 1–1       | 2–3      | 19–24    | 3.      |
| B3 | Tommy Haas Paul-Henri Mathieu     | 4:6, 5:7 (8 czerwca)              | 7:5, 6:3 (6 czerwca)              |                               | 1–1       | 2–2      | 22–21    | 2.      |